# Columelliaceae
Columelliaceae je malá čeleď vyšších dvouděložných rostlin z řádu bruniotvaré. Zahrnuje pouze 5 druhů ve 2 rodech a je rozšířena pouze ve Střední a Jižní Americe. Jsou to dřeviny s jednoduchými vstřícnými listy a pětičetnými květy.

## Charakteristika
Columelliaceae jsou keře nebo stromy s jednoduchými vstřícnými listy s palisty. Listy jsou celokrajné nebo na okraji s ostnitými zuby (Desfontainia). Palisty jsou interpetiolární (umístěny mezi bázemi řapíků), u některých zástupců redukovány na linii spojující báze řapíků.
Květenství jsou vrcholová nebo úžlabní, nejčastěji vrcholíky nebo laty, výjimečně jsou květy jednotlivé. Květy jsou pravidelné nebo je s korunou mírně souměrnou, oboupohlavné, nejčastěji pětičetné. Rod Columellia má korunní lístky žluté, na bázi srostlé. Desfontainia má květy jasně červené, s dlouhou korunní trubkou. Tyčinky jsou 2 nebo 5, přirostlé ke korunní trubce. Semeník je spodní, srostlý ze 2 nebo 5 plodolistů a se stejným počtem neúplných pouzder. Čnělka je jediná, s hlavatou bliznou. Vajíček je mnoho. Plodem je mnohasemenná tobolka nebo bobule.

## Rozšíření
Čeleď zahrnuje pouze 5 druhů ve 2 rodech, z nichž 1 je monotypický. Je rozšířena ve Střední a Jižní Americe. Rod Columellia se vyskytuje ve 4 druzích v Andách v nadmořských výškách 1600 až 3600 metrů. Druh Desfontainia spinosa je rozšířen od Kostariky po Chile. V tropické Americe se vyskytuje v nadmořské výšce 2000 až 4000 metrů, v Patagonii sestupuje až na úroveň moře.

## Ekologické interakce
Trubkovité květy Desfontainia spinosa jsou opylovány kolibříky. Plody jsou velmi hořké a jsou pravděpodobně šířeny ptáky. Způsob opylování ani šíření semen rodu Columellia není znám.

## Taxonomie
Rod Desfontainia byl v dřívějších systémech řazen do samostatné čeledi Desfontainiaceae. V Tachtadžjanově systému je čeleď Desfontainiaceae řazena do řádu Desfontainiales v rámci nadřádu Cornanae. Cronquist řadil tento rod do čeledi Loganiaceae. V systémech APG I i APG II jsou Columelliaceae ponechány nezařazené do řádu v rámci skupiny nazývané 'Euasterids II'.
Čeleď Columelliaceae, zahrnující pouze rod Columellia, byla řazena Cronquistem do řádu růžotvaré (Rosales), Dahlgrenem do řádu dřínotvaré (Cornales) a Tachtadžjanem do řádu hortenziotvaré (Hydrangeales).

## Zástupci
- desfonténie (Desfontainia)[2]

## Význam
Jihoameričtí šamani pijí odvar z listů Desfontainia spinosa pro jejich halucinogenní účinky. Účinná látka není známa. Výtažek z rostliny je také součástí šípových jedů. Z rostliny je v Chile získáváno žluté barvivo používané k barvení látek. Listy Columellia jsou velmi hořké a jsou využívány v Peru při léčení horeček a žaludečních potíží. Dřevo je velmi tvrdé a je místně využíváno jako palivo a k výrobě nástrojů a držadel.

## Přehled rodů
Columellia, Desfontainia